# Great Barugh
Great Barugh – przysiółek w Anglii, w North Yorkshire. Leży 8,4 km od miasta Malton, 30,8 km od miasta York i 303,5 km od Londynu. Great Barugh jest wspomniana w Domesday Book (1086) jako Berch/Berg.